# 皿沼 (白岡市)

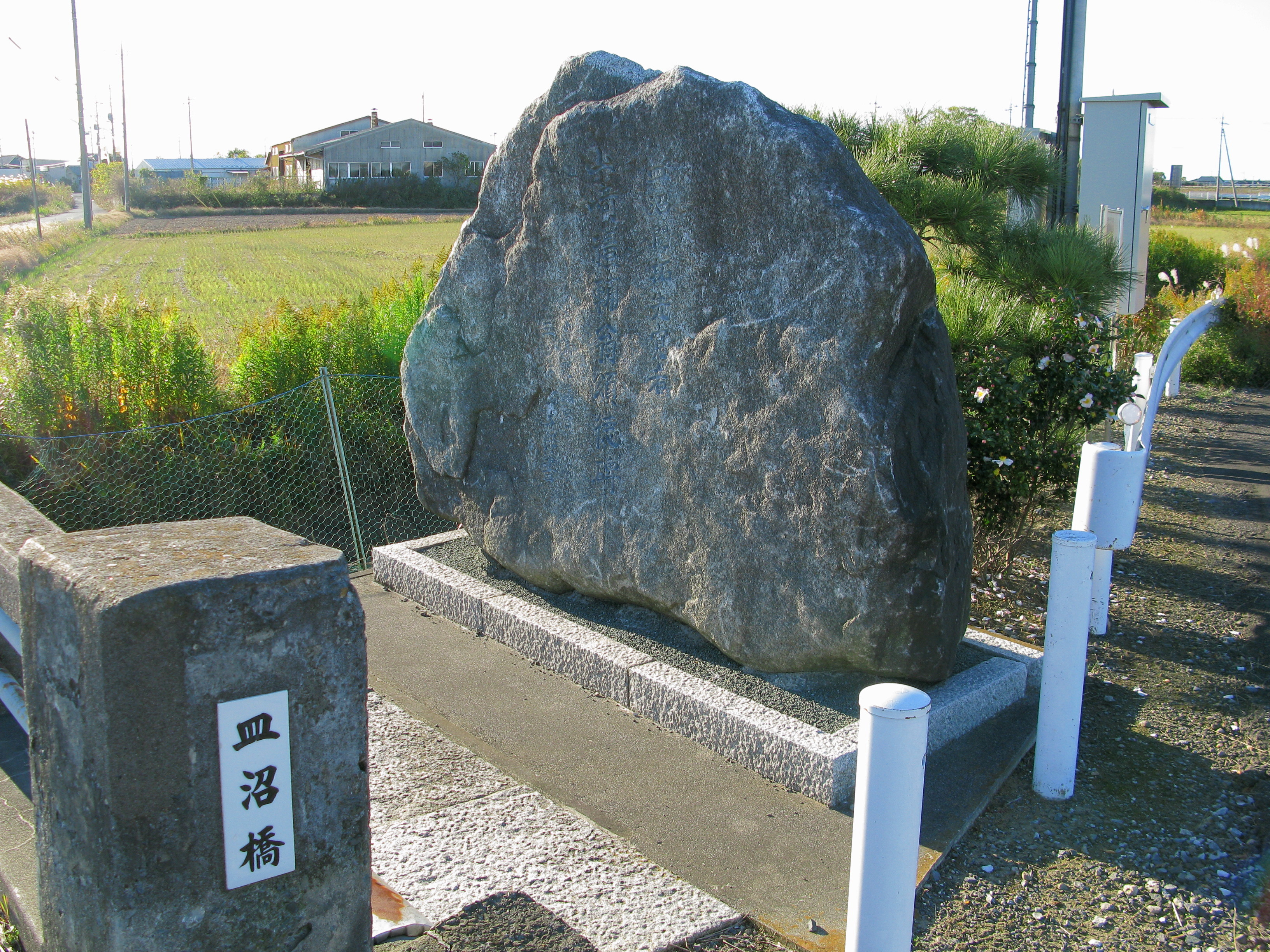
皿沼遺跡の跡地（2011年11月）

皿沼（さらぬま）は、埼玉県白岡市の北西部（大山地区）にかつて所在していた沼である。

## 概要
大山地区のほぼ中央に位置している柴山沼の東方、下大崎と荒井新田の境界付近に所在していた。名称は沼の底が浅く、皿状であったことに由来する。皿沼は江戸期に新田開発が開始された。井沢弥惣兵衛により1728年（享保13年）、皿沼の排水路を整備し、それまで元荒川に排水されていた流路を栢間堀（今日の隼人堀川）に排水されるよう新規に沼落堀を開削した。この農業排水路は今日では柴山沼からの沼落へと流下している。こうして皿沼新田は拓かれたが、皿沼の中央は水深があったために約30町の水面が残された。この江戸期の時点で拓かれた農地が掘り上げ田であったかは確認されていない。その後明治期になると小久喜の山崎礼助と東京府日本橋の岩波長蔵が中心となり、1881年（明治14年）に江戸期の開発時に残された沼の中央部を掘り上げ田形式による開墾・整備を開始した。しかし1890年（明治23年）の水害により土が流されてしまい、整備前の沼地の様になってしまった。整備事業はその後再開され、1897年（明治30年）頃に竣工した。時代は下り、1977年（昭和52年）になると埼玉県営圃場整備事業で柴山沼と同時期に圃場整備がなされ、現在掘り上げ田は通常の水田（乾田）へと姿を変えた。皿沼の掘り上げ田は沼田（ヌマタ）あるいはヌマと称され、掘り潰れも同様にヌマと称されていた。掘り上げ田の用水には雨水または上田用水および柴山沼からの悪水を、沼落堀の堰（逆門）によって掘り潰れの水位を調整し、水田面に合わせ利用していた。掘り潰れの水位は逆門の堰板を調整することにより約1.5m増減した。
周辺には縄文時代の皿沼遺跡が確認されており、1977年（昭和52年）の秋から1978年（昭和53年）の春にかけて、上記の圃場整備事業に先んじて発掘調査が実施された。この発掘調査では縄文時代中期より後期にかけての住居跡が9軒、並びに古墳時代前期の住居跡2軒など発掘された。

## 所在地
- 埼玉県白岡市下大崎・荒井新田